# Список людей на почтовых марках Зимбабве

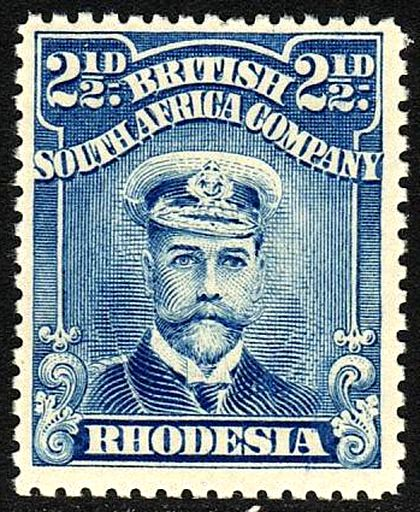
Король Георг V на История почты и почтовых марок Британской Южно-Африканской компании (Родезии) 1913 года из серии «Адмиралы (серия марок)», 2½ пенса}

Список людей на почтовых марках Зимбабве даётся в хронологическом порядке — по году выпуска почтовых марок Зимбабве и предшествующих колониальных образований на территории страны, посвящённых данной личности, начиная с 1910 года. Список доведён до 2006 года включительно.

## Британская Южно-Африканская компания (Родезия)
| • Георг V, король Великобритании — 1910, 1913. |
| • Мария Текская, королева — 1910.              |

## Южная Родезия
| • Георг V, король — 1924, 1925, 1931, 1935.                      |
| • Георг VI — 1937, 1938, 1940, 1946, 1947, 1950.                 |
| • Елизавета Боуз-Лайон — 1937, 1947.                             |
| • Елизавета II: как принцесса — 1947, как королева — 1953, 1964. |
| • Принцесса Маргарет — 1947.                                     |
| • Королева Виктория — 1940, 1950.                                |
| • Сесиль Родс — 1940, 1953.                                      |

## Федерация Родезии и Ньясаленда
| • Елизавета II — 1954, 1959, 1960, 1961, 1962, 1963. |
| • Давид Ливингстон, путешественник — 1955.           |
| • Елизавета Боуз-Лайон — 1960.                       |

## Родезия
- Елизавета II — 1965, 1966, 1967.
- Уинстон Черчилль — 1965.
- Королева Виктория — 1966.
- Роуленд Хилл, почтовый реформатор — 1966.
- Леандер Старр Джеймсон[англ.] — 1967.
- Альфред Бейт — 1968.
- Аллан Вильсон — 1968.
- Уильям Милтон[англ.] — 1969.
- Мать Патрик Косгрейв (англ. Mother Patrick Cosgrave), миссионерка — 1970.
- Фредерик Кортни Селус — 1971.
- Роберт Моффет, миссионер — 1972.
- Давид Ливингстон — 1973.
- Джордж Полинг (George Pauling), инженер — 1974.
- Фома Бэнс, художник — 1975.
- Александр Белл, изобретатель — 1976.
- Дева Мария — 1977.
- Младенец Иисус — 1977.

## Зимбабве
- Роберт Баден-Пауэлл, основатель скаутского движения — 1982.
- Роберт Кох, учёный — 1982.
- Николас Мукомберанва[англ.], скульптор — 1983.
- Генри Муньярадзи[англ.], скульптор — 1983, 1988.
- Джозеф Ндандарика[англ.], скульптор — 1983.
- Джон Такавира[англ.], скульптор — 1983.
- Саймон Мазородзе[англ.], национальный герой, министр — 1984.
- Джейсон Мойо[англ.], национальный герой — 1984.
- М. Ндлову (M. Ndlovu), национальный герой — 1984.
- Джордж Силундика[англ.], национальный герой — 1984.
- Леопольд Такавира[англ.], национальный герой — 1984, 2006.
- Иосия Тонгогара[англ.], национальный герой — 1984, 2005.
- Герберт Читепо, революционер — 1984, 2005.
- Лобенгула — 1985.
- Гатси Рутсере (Gatsi Rutsere), правитель Машоналенда — 1985.
- Артур Азеведо (Arthur Azevedo), скульптор — 1988.
- Бернард Матемера[англ.], скульптор — 1988.
- Джозеф Музондо[англ.], скульптор — 1988.
- Томас Мукаробгва[англ.], художник — 1988.
- Джордж Нене[англ.], артист — 1988.
- Роберт Мугабе, президент — 1990.
- Джошуа Нкомо, вице-президент — 1990, 2000.
- Дева Мария — 1994.
- Младенец Иисус — 1994.
- Святой Иосиф — 1994.
- Салли Мугабе[англ.], первая леди — 2002.
- Саймон Музенда[англ.], вице-президент — 2004.
- Папа Иоанн Павел II — 2005.
- Мовен Махачи[англ.], министр обороны — 2005.
- Бернард Чидзеро[англ.], министр — 2005.